# Église Sainte-Irène (Constantinople)
Pour les articles homonymes, voir Sainte-Irène.
L'église Sainte-Irène (en grec byzantin: Ἁγία Εἰρήνη / Hagia Eirènè, signifiant « Sainte Paix » ; en turc Aya İrini) est une ancienne église de rite grec orthodoxe, située dans la cour extérieure du palais de Topkapı à Istanbul.
Construite dès le  IVe siècle, elle fut la première cathédrale de la ville de Constantinople, avant Sainte-Sophie. Elle fut reconstruite au VIe siècle sous Justinien, puis une nouvelle fois, sous sa forme actuelle, au VIIIe siècle. C’est l’une des rares églises d’Istanbul qui ne furent pas converties en mosquées après la chute de Constantinople aux mains des Turcs ottomans, ayant été utilisée comme arsenal pour l’entrepôt d’armes et de munitions jusqu’au XIXe siècle. Elle sert aujourd’hui de musée et de salle de concert. La comparaison des plans et des élévations de Sainte-Irène et de Sainte-Sophie  montre que la structure de Sainte-Irène préfigure l'architecture de Sainte-Sophie.

## Nom
De même que la cathédrale Hagia Sophia ne se réfère pas à une personne qui se serait appelée Sophie, mais à la Sagesse de Dieu (sophia en grec), l’église Hagia Irène ne se rapporte pas à une sainte, mais à la Paix divine (irèné en grec). Une traduction plus exacte serait donc « église de la paix divine ». De la même façon, l’église Hagia Dynamis à Athènes se réfère à la Puissance de la Vierge Marie et non à une sainte qui se serait appelée « Dynamis »,.

## Histoire

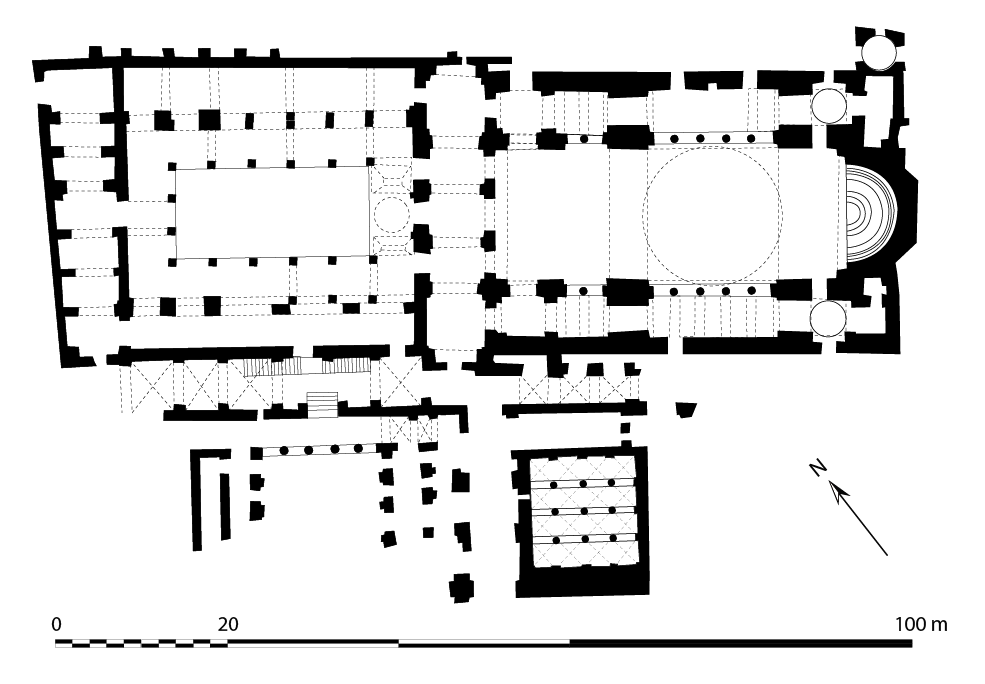
Plan d'ensemble : atrium, narthex, basilique.

Si l’on en croit la tradition, l’église Sainte-Irène était déjà une église chrétienne lorsqu’elle fut agrandie par Constantin Ier (règne : 306-337) qui la dédia à la Paix divine (Eirènè). Elle était alors la première église de Constantinople pendant la construction de la « Nouvelle Rome ». Elle servit de cathédrale jusqu’à la construction de Sainte-Sophie / Hagia Sophia en 360. Déjà au Ve siècle, les deux églises, situées dans un même ensemble et desservies par le même clergé, constituaient le siège du patriarcat de Constantinople. Le deuxième concile œcuménique s’y tint en 381.
Incendiée en 532 lors de la sédition Nika, elle fut reconstruite par Justinien (règne : 527-565) en 548  sous la forme d'une basilique à coupole. De nouveau détruite en 740 par un tremblement de terre le 20 octobre, environ six mois avant la mort de Léon III (règne : 714-741), elle fut rebâtie probablement par Constantin V (règne : 741-775) qui en fit décorer l’intérieur de mosaïques et de fresques dont certaines ont survécu jusqu’à nos  jours,.

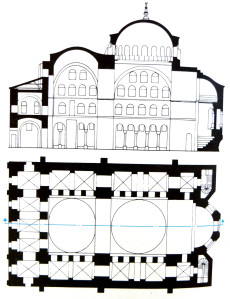
Plan de l’église Sainte-Irène

Après la conquête turque en 1453 par Mehmet II (règne : 1444-1446 et 1451-1481), l’église fut intégrée au palais de Topkapı, commencé sous ce sultan en 1459.
Contrairement aux autres églises de Constantinople, Sainte-Irène ne fut pas transformée en mosquée. Légèrement modifiée par une élévation de son plancher et une modification des arcades, l’église fut utilisée comme arsenal par les janissaires jusqu’en 1826,. Elle fut également utilisée comme dépôt d’équipements militaires et entrepôt pour les trophées remportés par les Turcs lors de leurs conquêtes. Elle fut convertie en Musée national militaire sous le règne du sultan Ahmet III (règne : 1703-1730). En 1846, Ahmed Fethi Paşa, maréchal de l’arsenal impérial, la transforma en Musée des Antiquités militaires. En 1978, la propriété en fut transférée au ministère de la Culture de Turquie.

Coupole ouest, côté narthex.

De nos jours, Sainte-Irène est surtout utilisée comme salle de concert pour la musique classique en raison de ses caractéristiques acoustiques remarquables et de son impressionnante atmosphère. Nombre de concerts du Festival international de musique d’Istanbul s’y tiennent chaque année depuis 1980. Pendant des années, on ne pouvait la visiter que lors de telles représentations ou sur permission spéciale. Depuis 2014, elle est ouverte au public.

## Architecture

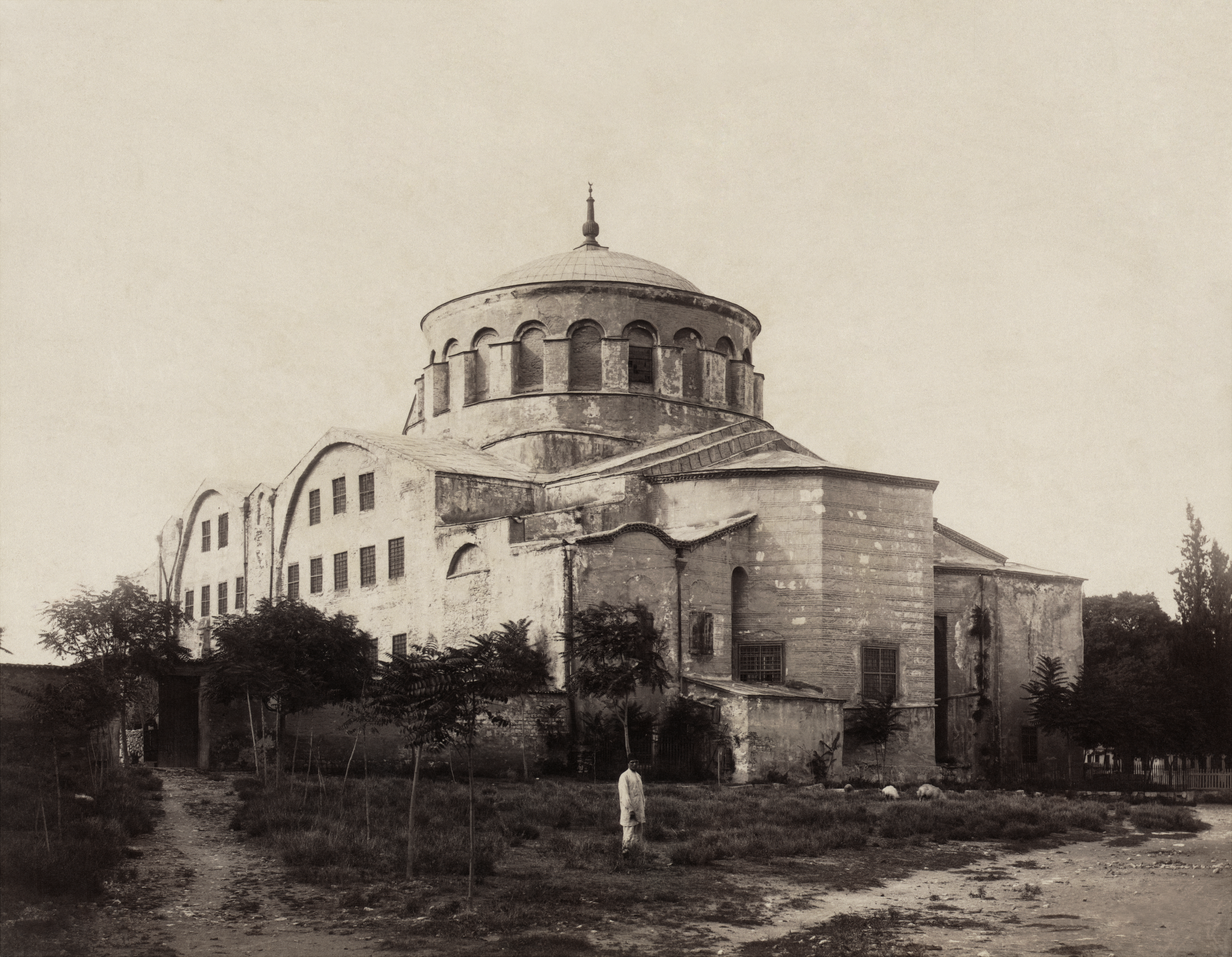
Sainte-Irène, photographie entre 1888 et 1910.

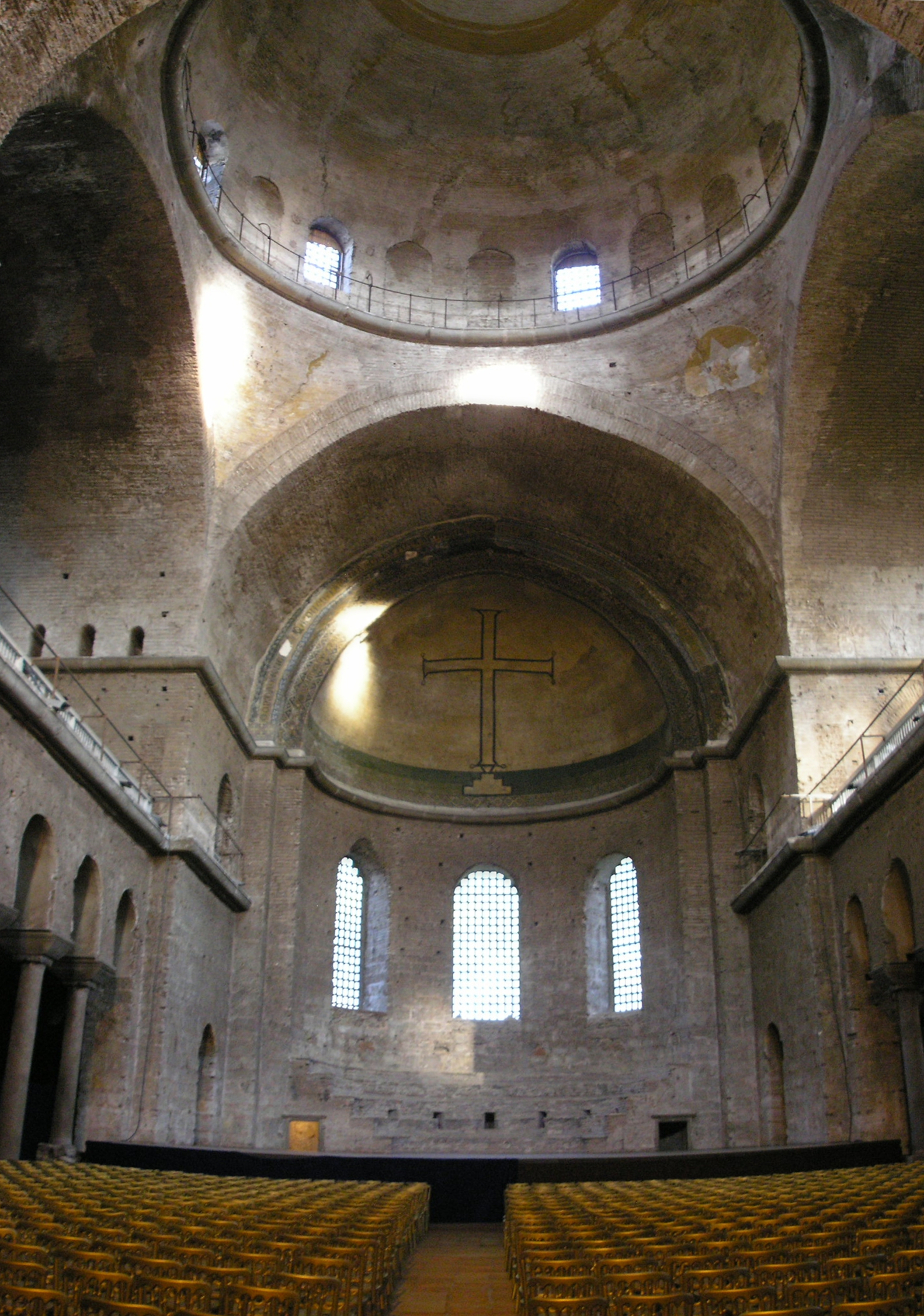
Coupole principale et abside, à l'est.

Mesurant environ 85 mètres sur 30 au sol sans l’atrium, Sainte-Irène est un des premiers exemples de transition du plan basilical à un plan centré en croix grecque.  Elle est la seule église byzantine à présenter un atrium d'origine.
Des modifications à la structure d'origine furent d’abord apportées à l’atrium et au narthex lors de la première reconstruction sous Justinien Ier. Toutefois, le manque de symétrie de l’église fut sans doute la cause de sa destruction par un tremblement de terre en 740 lorsque son dôme s'effondra. Elle resta en ruines jusqu’à sa restauration sous l’empereur Constantin V (règne : 741-775). Les fondations durent être renforcées et on peut voir que la structure supérieure de l’édifice restauré se distingue nettement des fondations d'origine par sa maçonnerie. Au niveau du sol, l’église conserve le plan basilical avec une nef centrale et deux bas-côtés, divisés par trois paires de piliers qui soutiennent les galeries au-dessus du narthex, mais on surimposa lors de la restauration un plan centré surmonté d’un dôme au niveau supérieur. L’atrium, suivi du narthex, se trouve à l’ouest, alors que l’abside polygonale percée de trois grandes fenêtres se trouve du côté est.
La partie centrale a conservé son dôme surélevé alors que les quatre côtés de la croix sont couverts de toitures en pointe. Le dôme lui-même, percé de vingt fenêtres, fait environ quinze mètres de diamètre et s’élève à 35 mètres au-dessus du sol.

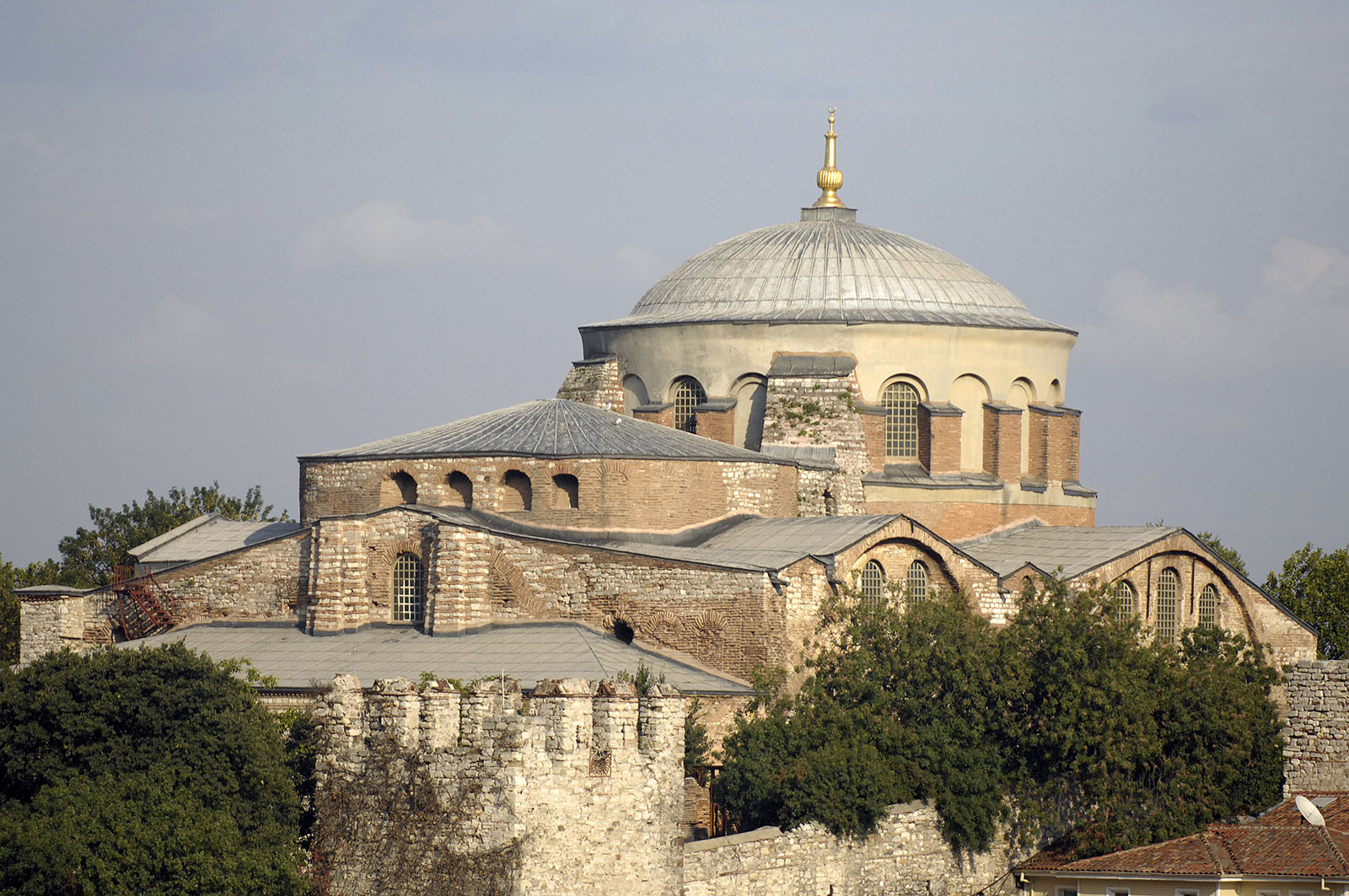
Le toit de l’église vu de loin.
Extérieur vu de l’ouest.
Chevet de l’église.

Chapiteau.

La décoration intérieure offre un exemple unique de la période iconoclaste de l’Empire byzantin. Là où la tradition byzantine plaçait l’image de la Théotokos, on trouve une grande croix en mosaïque faite de tesselles noires sur fond doré dont les bras se terminent par des décorations en forme de larmes. Celle-ci remplaça sous Constantin V les mosaïques représentant des personnages célestes ou des saints. Elle est d’une haute qualité technique, non seulement par les matériaux employés où tesselles d’or et d’argent alternent pour donner une impression de douce lumière symbolisant la lumière divine, mais aussi par la calibration de la longueur et de la position des bras de la croix qui, appliquées sur une surface concave, donnent malgré tout une impression d’horizontalité. On trouve également des mosaïques dans l’abside et le narthex, des fragments de fresques dans la nef côté sud et le diakonikon, ainsi que des motifs avec reliefs sur les chapiteaux.
Deux longues inscriptions en mosaïque qui couraient le long du bêma durent être restaurées peu avant la conquête de Constantinople par les Ottomans. L’une, sur la face extérieure, tirée du Livre d’Amos (VI.6), l’autre, à l’intérieur, des Psaumes de Salomon (LX. 4-5), font toutes deux allusion à la gloire de la demeure de Dieu.

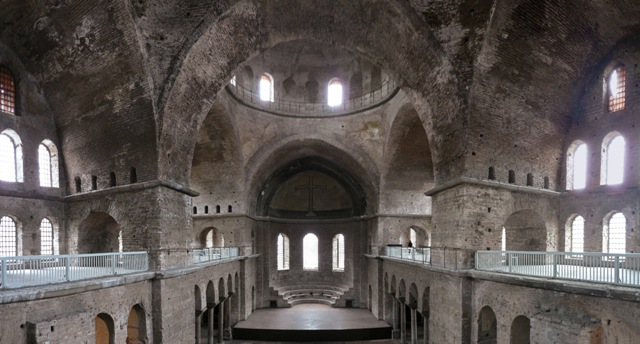
Intérieur de l’église.
Croix iconoclaste dans l'abside en cul-de-four.